# Club Deportivo Mosconia
El Club Deportivo Mosconia és un club de futbol amb seu a Grau a la comunitat autònoma d'Astúries. Fundat l'any 1961, juga a Tercera Federació. Disputa els partits a casa a l'Estadi Marqués de La Vega de Anzo amb una capacitat de 4.100 seients.

## Història
El primer CD Mosconia es va fundar el 1945 i es va dissoldre el 1958. L'equip actual es va fundar l'any 1961 amb el nom de Grado Club de Fútbol, utilitzat fins al 1970 quan el club va canviar la seva denominació per la que s'utilitza actualment.
L'any 1991, el Mosconia va aconseguir el seu major èxit ascendint a Segona Divisió B després de vèncer el Reial Madrid C, el Bergantiños FC i l'Atlético Burgalés en els play-offs d'ascens. Només va romandre una temporada a la tercera categoria.
El 2011 el club va baixar a Primera Regional, sisena categoria, el seu pitjor resultat de la història. Després d'un greu problema econòmic, la penya va ajudar el club a evitar la dissolució i a tornar, anys més tard, a Tercera Divisió.

## Temporada a temporada

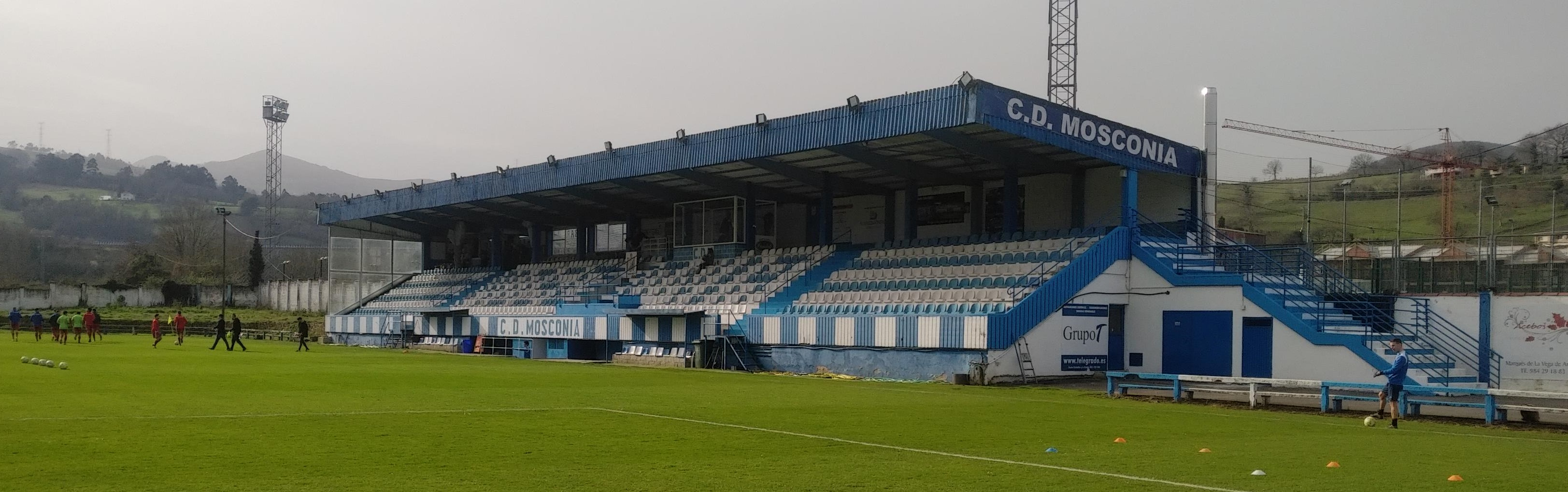
Estadi Marqués de la Vega de Anzo.

| Temporada | Nivell | Divisió | Lloc | Copa del Rei |
| --------- | ------ | ------- | ---- | ------------ |
| 1946–47   | 5      | 2a Reg. |      |              |
| 1947–48   | 4      | 1a Reg. | 4t   |              |
| 1948–49   | 4      | 1a Reg. | 5è   |              |
| 1949–50   | 4      | 1a Reg. | 9è   |              |
| 1950–51   | 4      | 1a Reg. | 11è  |              |
| 1951–52   | 4      | 1a Reg. | 7è   |              |
| 1952–53   | DNP    | DNP     | DNP  |              |
| 1953–54   | 4      | 1a Reg. | 2n   |              |
| 1954–55   | 4      | 1a Reg. | 1r   |              |
| 1955–56   | 4      | 1a Reg. | 5è   |              |
| 1956–57   | 4      | 1a Reg. | 7è   |              |
| 1957–58   | 4      | 1a Reg. | 9è   |              |
| 1958–59   | DNP    | DNP     | DNP  |              |
| 1959–60   | DNP    | DNP     | DNP  |              |
| 1960–61   | DNP    | DNP     | DNP  |              |
| 1961–62   | 5      | 2a Reg. | 8è   |              |
| 1962–63   | 5      | 2a Reg. | 1r   |              |
| 1963–64   | 4      | 1a Reg. | 7è   |              |
| 1964–65   | 4      | 1a Reg. | 5è   |              |
| 1965–66   | 4      | 1a Reg. | 11è  |              |

| Temporada | Nivell | Divisió    | Lloc | Copa del Rei |
| --------- | ------ | ---------- | ---- | ------------ |
| 1966–67   | 4      | 1a Reg.    | 6è   |              |
| 1967–68   | 4      | 1a Reg.    | 4t   |              |
| 1968–69   | 4      | 1a Reg.    | 14è  |              |
| 1969–70   | 4      | 1a Reg.    | 15è  |              |
| 1970–71   | 4      | 1a Reg.    | 16è  |              |
| 1971–72   | 4      | 1a Reg.    | 5è   |              |
| 1972–73   | 4      | 1a Reg.    | 7è   |              |
| 1973–74   | 4      | Reg. Pref. | 5è   |              |
| 1974–75   | 4      | Reg. Pref. | 6è   |              |
| 1975–76   | 4      | Reg. Pref. | 6è   |              |
| 1976–77   | 4      | Reg. Pref. | 10è  |              |
| 1977–78   | 5      | Reg. Pref. | 14è  |              |
| 1978–79   | 5      | Reg. Pref. | 3r   |              |
| 1979–80   | 5      | Reg. Pref. | 11è  |              |
| 1980–81   | 5      | Reg. Pref. | 10è  |              |
| 1981–82   | 5      | Reg. Pref. | 15è  |              |
| 1982–83   | 5      | Reg. Pref. | 1r   |              |
| 1983–84   | 4      | 3a         | 16è  |              |
| 1984–85   | 4      | 3a         | 13è  |              |
| 1985–86   | 4      | 3a         | 6è   |              |

| Temporada | Nivell | Divisió    | Lloc | Copa del Rei  |
| --------- | ------ | ---------- | ---- | ------------- |
| 1986–87   | 4      | 3a         | 13è  | Primera ronda |
| 1987–88   | 4      | 3a         | 16è  |               |
| 1988–89   | 4      | 3a         | 6è   |               |
| 1989–90   | 4      | 3a         | 3r   |               |
| 1990–91   | 4      | 3a         | 3r   | Segona ronda  |
| 1991–92   | 3      | 2a B       | 20è  | Segona ronda  |
| 1992–93   | 4      | 3a         | 18è  | Primera ronda |
| 1993–94   | 5      | Reg. Pref. | 4t   |               |
| 1994–95   | 5      | Reg. Pref. | 1r   |               |
| 1995–96   | 4      | 3a         | 5è   |               |
| 1996–97   | 4      | 3a         | 19è  |               |
| 1997–98   | 5      | Reg. Pref. | 1r   |               |
| 1998–99   | 4      | 3a         | 14è  |               |
| 1999–2000 | 4      | 3a         | 17è  |               |
| 2000–01   | 4      | 3a         | 12è  |               |
| 2001–02   | 4      | 3a         | 12è  |               |
| 2002–03   | 4      | 3a         | 14è  |               |
| 2003–04   | 4      | 3a         | 15è  |               |
| 2004–05   | 4      | 3a         | 3r   |               |
| 2005–06   | 4      | 3a         | 10è  |               |

| Temporada | Nivell | Divisió    | Lloc    | Copa del Rei |
| --------- | ------ | ---------- | ------- | ------------ |
| 2006–07   | 4      | 3a         | 19è     |              |
| 2007–08   | 5      | Reg. Pref. | 1r      |              |
| 2008–09   | 4      | 3a         | 20è     |              |
| 2009–10   | 5      | Reg. Pref. | 14è     |              |
| 2010–11   | 5      | Reg. Pref. | 18è     |              |
| 2011–12   | 6      | 1a Reg.    | 3r      |              |
| 2012–13   | 5      | Reg. Pref. | 11è     |              |
| 2013–14   | 5      | Reg. Pref. | 4t      |              |
| 2014–15   | 4      | 3a         | 11è     |              |
| 2015–16   | 4      | 3a         | 13è     |              |
| 2016–17   | 4      | 3a         | 12è     |              |
| 2017–18   | 4      | 3a         | 11è     |              |
| 2018–19   | 4      | 3a         | 9è      |              |
| 2019–20   | 4      | 3a         | 12è     |              |
| 2020–21   | 4      | 3a         | 9è / 2n |              |
| 2021–22   | 5      | 3a RFEF    | 20è     |              |
| 2022–23   | 6      | 1a RFFPA   | 14è     |              |
| 2023–24   | 6      | 1a Ast.    | 3r      |              |
| 2024–25   | 5      | 3a Fed.    |         |              |

- 1 temporada a Segona Divisió B
- 28 temporades a Tercera Divisió
- 2 temporades a Tercera Federació /Tercera Divisió RFEF

## Exjugadors destacats
- Alejandro Vázquez
- Roberto Aguirre